# ŠD Hajdina
Športno društvo Hajdina je slovenski nogometni klub iz Hajdine, ki tekmuje v 3. SNL. Klub je bil ustanovljen leta 1946. 

## Trofeje
- Superliga MNZ Ptuj

2022-23

## Ligaške sezone
| Sezona  | Tekmovanje         | Mesto |
| ------- | ------------------ | ----- |
| 2007–08 | MNZ Ptuj 1. razred | 4.    |
| 2008–09 | MNZ Ptuj 1. razred | 8.    |
| 2009–10 | MNZ Ptuj 1. razred | 7.    |
| 2010–11 | MNZ Ptuj 1. razred | 4.    |
| 2011–12 | MNZ Ptuj 1. razred | 4.    |
| 2012–13 | MNZ Ptuj 1. razred | 9.    |
| 2013–14 | Superliga MNZ Ptuj | 6.    |
| 2014–15 | Superliga MNZ Ptuj | 8.    |
| 2015–16 | Superliga MNZ Ptuj | 5.    |
| 2016–17 | Superliga MNZ Ptuj | 4.    |
| 2017–18 | Superliga MNZ Ptuj | 5.    |
| 2018–19 | Superliga MNZ Ptuj | 5.    |
| 2019–20 | Superliga MNZ Ptuj | 6.    |
| 2020–21 | Superliga MNZ Ptuj | 7.    |
| 2021–22 | Superliga MNZ Ptuj | 7.    |
| 2022–23 | Superliga MNZ Ptuj | 1.    |
| 2023–24 | 3. SNL - Vzhod     | 7.    |